# Academia Vasiliană
Academia Vasiliană sau Colegiul Vasilian a fost o instituție de învățământ superior din Moldova, fondată de catre domnitorul Vasile Lupu în 1634. Cu predare în limba slavonă și latină, iar ulterior, greacă, avea sediul la Mănăstirea Sfinții Trei Ierarhi din Iași, întemeiată în 1640  de Vasile Lupu, domnul Moldovei (1634–1653).
Academia Vasiliană era organizată după modelul Academiei Movilă din Kiev (creată de mitropolitul Petru Movilă), de unde i-au și fost trimiși profesori. Numită și Școala mare domnească, a avut un rol însemnat în dezvoltarea culturală a Moldovei.
Continuatoarea instituției, Academia Domnească din Iași, înființată la 1707, și-a încetat activitatea în 1821. În locul ei s-a înființat, în 1828, Gimnaziul Vasilian, care a funcționat până în anul 1835. În continuare, a luat ființă tot aici Academia Mihăileană.